# Cryptolabis magnistyla
Cryptolabis magnistyla là một loài ruồi trong họ Limoniidae. Chúng phân bố ở miền Tân bắc.